# Irina Soukhova
Irina Andreïevna Soukhova (en russe : Ирина Андреевна Сухова) est une ancienne joueuse de volley-ball russe née le 30 juillet 1984. Elle mesure 1,90 m et jouait au poste de centrale. 

## Clubs
| Club            | De        | À         |
| --------------- | --------- | --------- |
| VK Tulitsa Tula | 2000-2001 | 2006-2007 |
| Dynamo-Yantar   | 2007-2008 | 2010-2011 |